# Waldemar Jędrusiński
Waldemar Ryszard Jędrusiński (ur. 13 sierpnia 1956 w Opolu) – polski samorządowiec, urzędnik, prawnik i przedsiębiorca, w latach 1998–1999 i w latach 2002–2019 wiceprezydent Bielska-Białej, w latach 2000–2002 wicemarszałek (wiceprzewodniczący zarządu) województwa śląskiego.

## Życiorys
Na Wydziale Prawa i Administracji Uniwersytetu Śląskiego zdobył tytuł magistra administracji (1982) i prawa (1985). Od 1982 do 1985 pracował jako radca w urzędzie miejskim Bielska-Białej, po czym do 1990 pozostawał starszym inspektorem w katowickiej delegaturze Najwyższej Izby Kontroli. W latach 1990–1991 był wiceszefem Wydziału Spraw Społecznych Urzędu Wojewódzkiego, następnie do 1998 prowadził firmę doradczą.
Zaangażował się w działalność polityczną w ramach Unii Wolności, został m.in. szefem jej koła w Bielsku-Białej. Był wiceprzewodniczącym zarządu UW na Podbeskidziu (1994–1999) oraz członkiem rady regionalnej na Śląsku (po 1999) i rady krajowej (po 1996). W latach 1998–1999 sprawował urząd zastępcy prezydenta Bielska-Białej, następnie działał jako doradca podatkowy. 29 maja 2000 został powołany na stanowisko wiceprzewodniczącego zarządu (od 1 czerwca 2001 wicemarszałka) województwa śląskiego. Zakończył pełnienie funkcji 26 listopada 2002 w związku z upływem kadencji zarządu. W tym samym roku bez powodzenia startował do sejmiku śląskiego z powiązanej z UW listy KWW Unia Samorządowa. Został wówczas natomiast wiceprezydentem Bielska-Białej jako zastępca Jacka Krywulta. Stanowisko to utrzymał w 2006, 2010, 2014 i 2018 (po wyborze na prezydenta Jarosława Klimaszewskiego). W czerwcu 2019 przeszedł do zarządzania komunalną spółką ciepłowniczą Therma.